# آخرین نور (فیلم)
آخرین نور (به انگلیسی: Last Light) فیلمی محصول سال ۱۹۹۳ و به کارگردانی کیفر ساترلند است. در این فیلم بازیگرانی همچون فارست ویتاکر، کیفر ساترلند، کلنسی براون، آماندا پلامر، زاکس موکایی، کاتلین کویینلان و دنی ترخو ایفای نقش کرده‌اند.